# Kemp (Oklahoma)
Kemp é uma cidade  localizada no estado norte-americano de Oklahoma, no Condado de Bryan.

## Demografia
Segundo o censo norte-americano de 2000, a sua população era de 144 habitantes.
Em 2006, foi estimada uma população de 148, um aumento de 4 (2.8%).

## Geografia
De acordo com o United States Census Bureau tem uma área de
0,5 km², dos quais 0,5 km² cobertos por terra e 0,0 km² cobertos por água. Kemp localiza-se a aproximadamente 193 m acima do nível do mar.

## Localidades na vizinhança
O diagrama seguinte representa as localidades num raio de 20 km ao redor de Kemp.